# Scopula tectaria
Scopula tectaria là một loài bướm đêm trong họ Geometridae.